# Luce (film)
Pour les articles homonymes, voir Luce.
Pour plus de détails, voir Fiche technique et Distribution.
Luce est un film américain réalisé par Julius Onah, sorti en 2019.

## Synopsis
Un couple qui a adopté un enfant érythréen découvre par l'intermédiaire d'une enseignante que leur fils, star du lycée, a un secret.

## Fiche technique
- Titre : Luce
- Réalisation : Julius Onah
- Scénario : Julius Onah et J. C. Lee d'après sa pièce de théâtre
- Musique : Geoff Barrow et Ben Salisbury (en)
- Photographie : Larkin Seiple
- Montage : Madeleine Gavin
- Production : John Baker, Julius Onah et Andrew Yang
- Société de production : Dream Factory Group et Altona Filmhaus
- Société de distribution : Neon (États-Unis)
- Pays de production :  États-Unis
- Genre : Drame
- Durée : 109 minutes
- Date de sortie : 
  - États-Unis : 23 août 2019

## Distribution
- Naomi Watts (VF : Hélène Bizot ; VQ : Pascale Montreuil) : Amy Edgar
- Octavia Spencer (VF : Daria Levannier ; VQ : Manon Arsenault) : Harriet Wilson
- Kelvin Harrison Jr. (VF : Martin Faliu ; VQ : Nicholas Savard L'Herbier) : Luce Edgar
- Tim Roth (VF : Nicolas Marié ; VQ : Sébastien Dhavernas) : Peter Edgar
- Norbert Leo Butz (VF : Bernard Bollet) : le principal Dan
- Andrea Bang (en) (VF : Julie Turin ; VQ : Célia Gouin-Arsenault) : Stephanie Kim
- Marsha Stephanie Blake (VF : Laurence Charpentier ; VQ : Marika Lhoumeau) : Rosemary Wilson
- Astro (VF : Jean-Louis Tilburg ; VQ : Fred-Éric Salvail) : Deshaun Meeks
- Omar Shariff Brunson Jr. (VF : Mike Fédée ; VQ : Fayolle Jean Jr.) : Corey Johnson
- Noah Gaynor (VF : Jean-Rémi Tichit) : Kenny Orlicki
- Christopher Mann : l'entraîneur Reeves
- Hannah Cabell : Lena Tennyson

## Accueil
Le film a reçu un accueil favorable de la critique. Il obtient un score moyen de 72 % sur Metacritic.